# 中華民國—喬治亞關係
中華民國與格鲁吉亚無正式外交關係，目前也沒有在對方首都互設具大使館功能的代表機構。對喬治亞的相關事務由臺北莫斯科經濟文化協調委員會駐莫斯科代表處、駐安卡拉台北經濟文化代表團共同管轄。

## 政治

### 外交

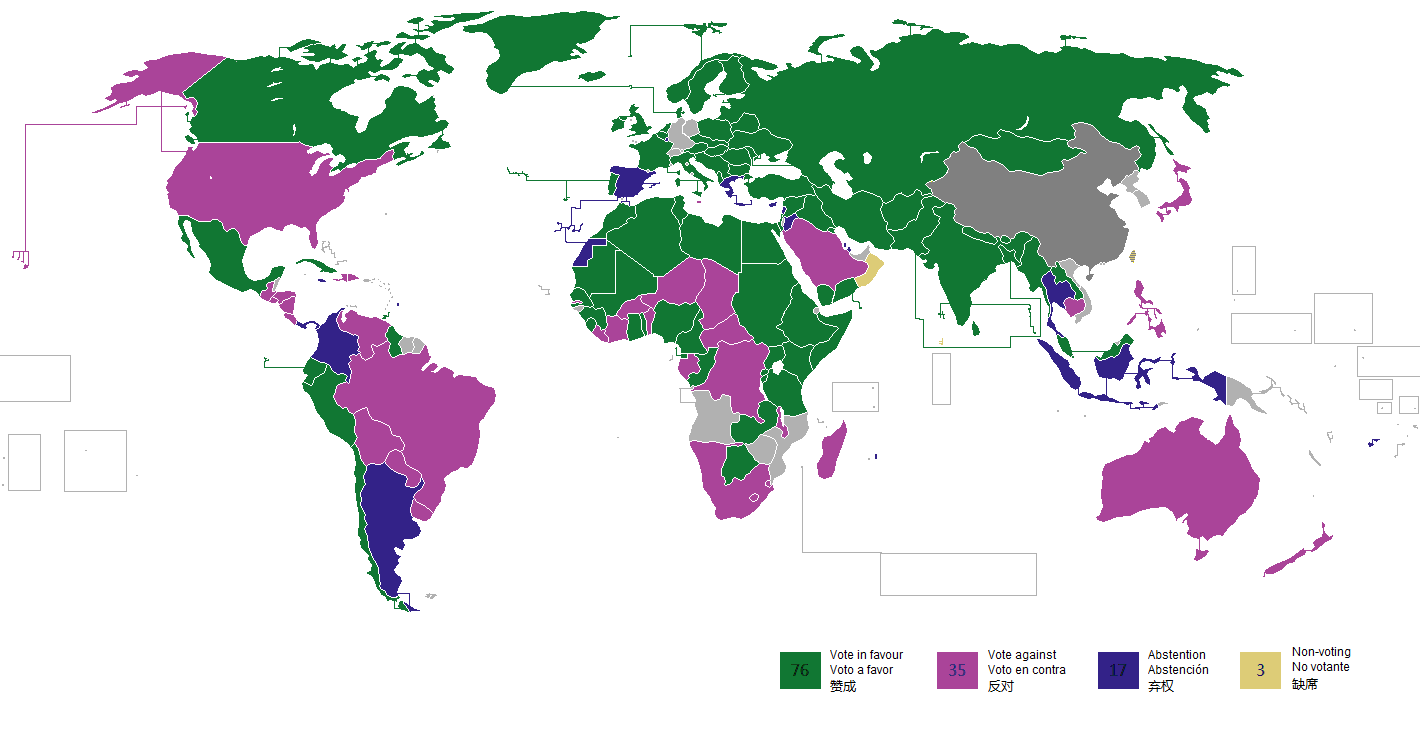
綠色國家表示在1971年的投票中反對中華民國續留聯合國，即《聯合國大會2758號決議》，喬治亞當時是蘇聯的加盟共和國（喬治亞蘇維埃社會主義共和國），由蘇聯作為主權國家參與投票。

2005年3月25日，中華人民共和國通过《反分裂國家法》后格鲁吉亚外交部发表声明，支持「一个中国」的立场，格鲁吉亚欢迎中国在此范围内给予台湾广泛自治权的善意。
2011年11月10日，臺北莫斯科經濟文化協調委員會駐莫斯科代表處代表陈俊贤在接受记者采访时表示：“台湾计划与阿布哈兹和南奥塞梯进行贸易经济和文化往来。但就关于对阿布哈兹和南奥塞梯的外交承认，尚未就此问题交换意见。”

## 經濟

### 貿易
| 年分 | 貿易總額   | 貿易總額 | 貿易總額 | 出口至喬治亞 | 出口至喬治亞 | 出口至喬治亞 | 自喬治亞進口 | 自喬治亞進口 | 自喬治亞進口 | 順逆差  |
| 年分 | 金額       | 年增減   | 排名     | 金額         | 年增減       | 排名         | 金額         | 年增減       | 排名         | 順逆差  |
| ---- | ---------- | -------- | -------- | ------------ | ------------ | ------------ | ------------ | ------------ | ------------ | ------- |
| 2017 | 32,882,547 | ▼0.3%    | 116      | 11,641,377   | ▲13.6%       | 118          | 21,241,170   | ▼6.6%        | 99           | 逆差▼   |
| 2018 | 27,983,518 | ▼14.9%   | 122      | 15,401,048   | ▲32.3%       | 113          | 12,582,470   | ▼40.8%       | 108          | 順差 -- |
| 2019 | 28,827,592 | ▲3.0%    | 120      | 19,998,005   | ▲29.8%       | 109          | 8,829,587    | ▼29.8%       | 112          | 順差▲   |
| 2020 | 23,065,266 | ▼20.0%   | 122      | 15,732,868   | ▼21.3%       | 111          | 7,332,398    | ▼17.0%       | 114          | 順差▼   |
| 2021 | 23,759,256 | ▲3.0%    | 124      | 12,228,717   | ▼22.3%       | 119          | 11,530,539   | ▲57.3%       | 110          | 順差▼   |
| 2022 | 27,409,572 | ▲15.4%   | 123      | 16,063,092   | ▲31.4%       | 116          | 11,346,480   | ▼1.6%        | 109          | 順差▲   |
| 2023 | 33,714,460 | ▲23.0%   | 112      | 22,731,426   | ▲41.5%       | 103          | 10,983,034   | ▼3.2%        | 110          | 順差▲   |
| 2024 | 34,183,593 | ▲1.4%    | 116      | 24,265,722   | ▲6.8%        | 99           | 9,917,871    | ▼9.7%        | 112          | 順差▲   |

2023年的兩國貿易項目如下：
出口至喬治亞的前10大項目為：機動車輛所用之零件與附件；鋼鐵製螺釘、螺栓、螺帽、螺旋鈎、車用螺釘、鉚釘、橫梢、開口梢、墊圈與類似製品；診斷或實驗用有底襯之試劑或配製試劑，以及檢定參照物；電話機（包括智能手机），以及其他傳輸或接收聲音、圖像之有線或无线网络通訊器具；自行車或機動車輛用之電氣照明或信號設備；碟片、磁带、固態非揮發性儲存裝置、智慧卡與其他錄音或錄製之媒體；苯乙烯之聚合物；特定用途機器之零件與附件；半導體裝置、光敏半導體裝置、發光二極體、已裝妥之压电晶体；橡膠或塑料加工機或以此類原料製造產品之機械等。
自喬治亞進口的前10大項目為：非金屬之卤化物與卤氧化物；合金鋼製之條、桿、角、形與型；鑄模用之粘合劑、化學製品；不適於人類食用之肉、魚、甲殼類、软体动物或其他水產无脊椎动物；女用或女童用服飾；未发酵與未加酒精之果汁與蔬菜汁；男用或男童用服飾；葡萄酒、葡萄醪；捲筒或平版之印報紙；電話機（包括智能手机），以及其他傳輸或接收聲音、圖像之有線或无线网络通訊器具等。

### 投資
截至2023年，兩國無相互直接投資紀錄。

### 交流
2005年，中華民國國際經濟合作協會（國經協會）與喬治亞商工總會（Georgian Chamber of Commerce and Industry）簽署合作協議書。
2011年4月14日，喬治亞商工總會會長Jemal Inaishvili受國經協會邀請訪台，並拜會中華民國對外貿易發展協會（外貿協會）秘書長趙永全，除了瞭解台灣經貿發展現況之外，也進一步促進雙方交流，以增加彼此合作機會。
2011年、2013年，分別舉辦第一、二屆「台喬經濟合作會議」。
2015年，外貿協會基輔臺灣貿易中心前往喬治亞執行「貿易尖兵計畫」，期間會見商工總會與廠商。

## 簽證

持中華民國護照的中華民國國民簽證要求分布圖：被拒絕入境喬治亞（入境阿布哈兹和南奥塞梯均需要签证）。

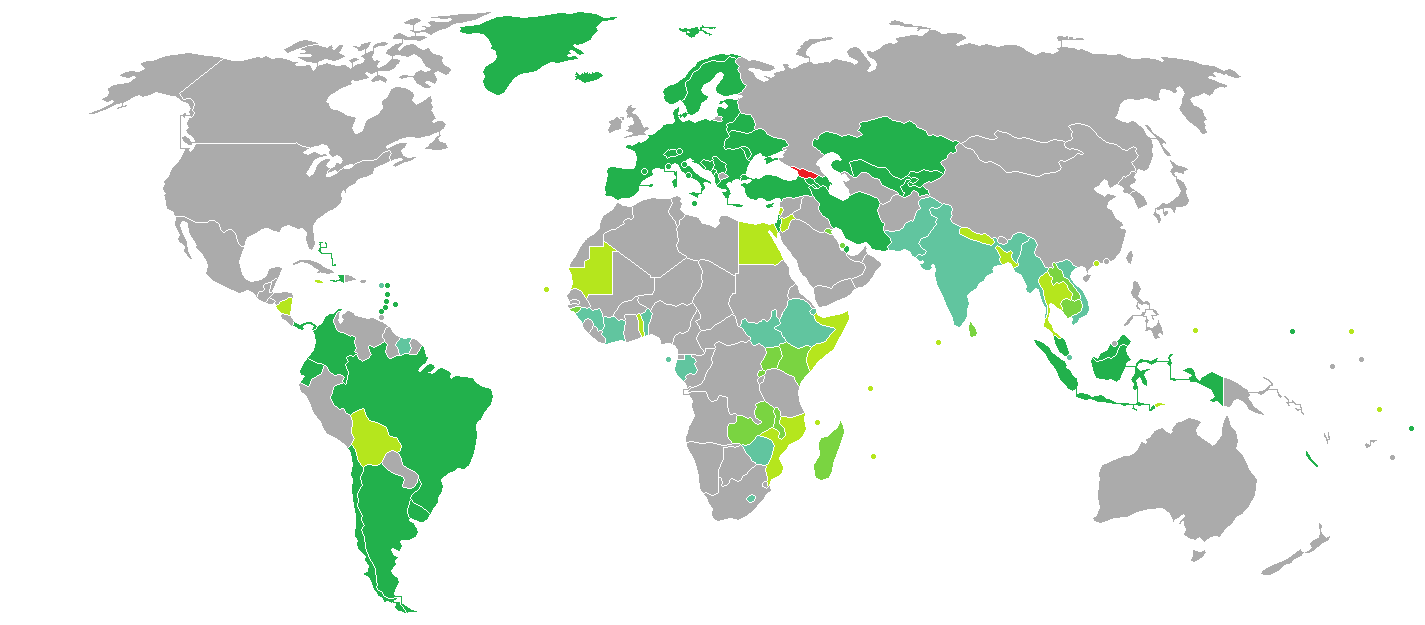
持喬治亞護照的喬治亞國民簽證要求分布圖：入境中華民國需要簽證。

兩國國民皆須申請簽證方可入境對方國家。喬治亞政府對中華民國政府並非友善，取得喬治亞簽證具相當難度。並自2016年開始，格鲁吉亚外交部明確規定，拒絕持有中華民國護照的國民申請簽證，除非是應邀參加在該國舉辦的國際會議、運動賽事，始能個案取得簽證。但由于阿布哈兹與南奥塞梯处于实质上的独立状态，持有中華民國護照的國民可以申请入境阿布哈兹與南奥塞梯的签证。
持有喬治亞護照的喬治亞國民抵台參加由中央政府機關主辦、協辦或贊助之國際會議、運動賽事、商展或其他活動，可以電子簽證入境中華民國，停留最多30天並不得延期。

## 交通

### 航空

#### 客運
兩國無直航班機，可經由（不計航點遠近，截至2024年1月13日）：
- 台北→烏魯木齊[註 1]、杜拜、伊斯坦堡、巴黎、羅馬、米蘭、慕尼黑、法蘭克福、阿姆斯特丹、維也納、布拉格，再轉機前往喬治亞的國際機場（英语：List of airports in Georgia (country)）。

## 外部連結
- 中華民國外交部－喬治亞簡介 （页面存档备份，存于）
- 台北莫斯科經濟文化協調委員會駐莫斯科代表處
- 駐安卡拉台北經濟文化代表團
- 外交部領事事務局－國外旅遊警示分級表
- 中華民國衛生福利部－國際旅遊疫情建議等級
- 中華民國國際經濟合作協會 （页面存档备份，存于）